# Мясткув-Косьцельни (гміна)
Гміна Мясткув-Косьцельни (пол. Gmina Miastków Kościelny) — сільська гміна у центральній Польщі. Належить до Ґарволінського повіту Мазовецького воєводства.
Станом на 31 грудня 2011 у гміні проживало 5044 особи.

## Площа
Згідно з даними за 2007 рік площа гміни становила 85.24 км², у тому числі:
- орні землі: 80,00%
- ліси: 16,00%

Таким чином, площа гміни становить 6,64% площі повіту.

## Населення
Станом на 31 грудня 2011:
| Опис     | Загалом | Загалом | Чоловіки | Чоловіки | Жінки | Жінки |
| -------- | ------- | ------- | -------- | -------- | ----- | ----- |
| одиниця  | осіб    | %       | осіб     | %        | осіб  | %     |
| все      | 5044    | 100     | 2554     | 50.63    | 2490  | 49.37 |
| міське   | 0       | 100     | 0        |          | 0     |       |
| сільське | 5044    | 100     | 2554     | 50.63    | 2490  | 49.37 |

## Сусідні гміни
Гміна Мясткув-Косьцельни межує з такими гмінами: Борове, Воля-Мисловська, Ґужно, Желехув, Сточек-Луковський.